# Loi sur l'identité de genre (Argentine)
La loi 26.743, appelée loi sur l'identité de genre (en espagnol : Ley de identidad de género), est une loi argentine adoptée le 9 mai 2012 qui reconnaît l'auto-détermination des personnes transgenre et leurs droits. Elle permet à chaque personne de changer son prénom et son genre à l'état civil, sans devoir fournir de preuve d'opération de réattribution sexuelle ou de traitement hormonal. La loi prévoit également que les parcours médicaux d'une transition de genre soient remboursés par la sécurité sociale ou les mutuelles privées. 

## Droits pour les personnes trans

### Droit à l'identité de genre
La loi argentine sur l'identité de genre instaure un nouveau droit, le droit à l'identité de genre. L'article 2 la définit ainsi : 

« On entend par identité de genre l’expérience intime et personnelle de son genre vécue par chacun, qu’elle corresponde ou non au sexe assigné à la naissance, y compris la conscience personnelle du corps. Celle-ci peut impliquer, si consentie librement, une modification de l’apparence ou des fonctions corporelles par des moyens pharmacologiques, chirurgicaux ou autres. »

La reconnaissance de ce droit à l'identité de genre entraîne d'autres droits : celui d'avoir son identité de genre reconnue, celui de pouvoir vivre et développer sa personnalité selon son identité de genre, et le droit à être traité en accord avec son identité de genre. 

### Changement d'état civil
La loi consacre notamment le droit d'avoir des documents d'identité correspondant à son nom et à son genre. C'est la première loi du monde qui ne pathologise pas les personnes trans, mais qui reconnaît leur auto-détermination : le changement d'état civil ne nécessite aucun diagnostic médical ou psychologique, ni chirurgie de réattribution sexuelle. La loi prévoit que le changement d'état civil soit réalisé par un officier d'état civil sur simple demande, sans nécessiter de solliciter une juridiction.
Elle est déposée par les députées Diana Conti et Juliana Di Tullio en novembre 2011, adoptée par la Chambre des députés le 1er décembre de la même année (à 167 pour, 17 contre et 7 abstentions) puis par le Sénat à 55 voix pour et une abstention le 9 mai 2012.
En 2021, une modification de la loi permet d'ajouter une identité non-binaire sur les papiers d'identité.

### Remboursement des transitions de genre
La loi prévoit que les traitements médicaux d'une transition de genre soient remboursés par la sécurité sociale ou les mutuelles privées.

## Analyse
La loi sur l'identité de genre de l'Argentine est « souvent prise en modèle par les militant.e.s trans » en France et en Europe. Elle est considérée comme une des lois les plus avancées en faveur des droits des personnes trans, ce qui fait de l'Argentine un des pays les plus progressistes en la matière, après avoir été le premier pays d'Amérique latine à légaliser le mariage entre personnes de même genre en 2010.
Pour l'anthropologue française Corinne Fortier et la juriste française Laurence Brunet, cette loi marque « une vraie rupture avec la manière classique et médico-psychiatrique d’aborder la transidentité, et plus largement l’identité sexuée », puisque l'identité de genre est fixée par l'individu et n'a pas besoin d'être justifiée par un traitement médical. Ainsi, « l’appel aux outils et techniques de la médecine revient aux initiatives individuelles, aux besoins et souhaits spécifiques des personnes » dans le cas d'une transition de genre. De même, le remboursement des traitements hormonaux ou des interventions chirurgicales n'est pas soumis à un diagnostic psychiatrique, mais est régi par le principe de bienveillance et d'équité.
Le juriste italo-argentin Daniel Borrillo estime également que « sur le plan juridique, le sexe a quitté le corps pour s’installer dans l’âme ». L'identité de genre devient une composante individuelle et personnelle, basée sur l'auto-détermination, et n'est plus une question d'ordre public.